# Cô dì

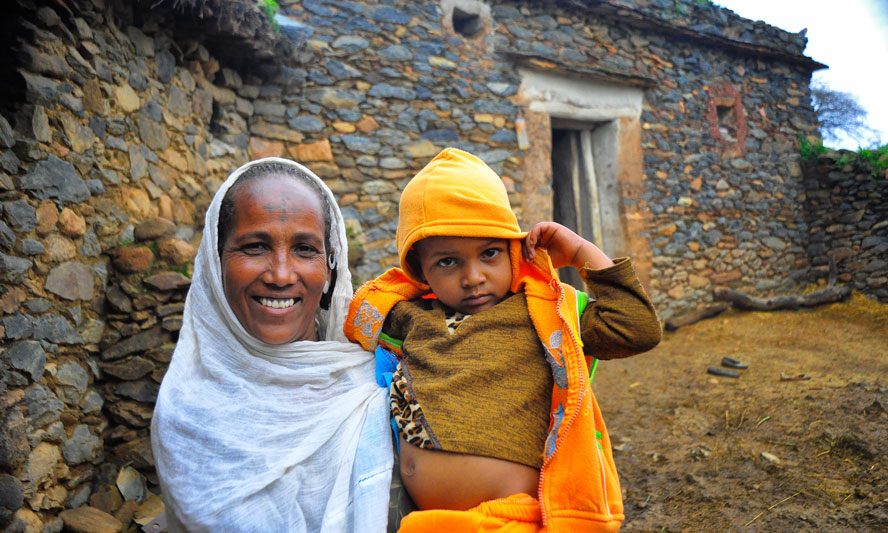
Một người dì và cháu gái ở Tigray, Ethiopia

Từ aunt trong tiếng Anh được dịch ra các nghĩa như: cô, dì hay bác gái, v.v. trong tiếng Việt. Cụ thể:
- Dì: chị hoặc em gái (ruột hoặc họ) của mẹ
- Cô: chị hoặc em gái (ruột hoặc họ) của cha
- Mợ (Mự): vợ của cậu
- Thím: vợ của chú